# József Angster

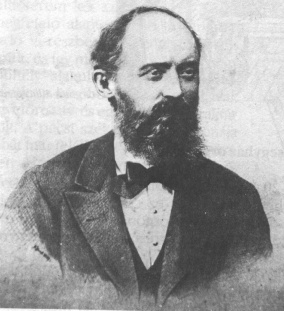
József Angster

József Angster (deutsch Josef Angster; * 7. Juli 1834 in Jagodnjak, Königreich Slawonien und Kroatien, Kaisertum Österreich; † 9. Juni 1918 in Pécs, Österreich-Ungarn) war ein Donauschwäbischer Orgelbauer in Pécs in Ungarn. Er begründete die bedeutendste Orgelbaufirma des Landes.

## Leben
Josef Angster wurde in Jagodnjak (deutsch Katschfeld, ungarisch Kacsfalú) in eine Donauschwaben Familie geboren, die 1790 aus dem hessischen Michelstadt nach Komitat Baranya (historisch) auswanderte. Josef Angster lernte in einer Tischlerei  und ging 1854 auf Wanderschaft in der Umgebung bis nach Temeswar. 1856 ging er nach Wien und lernte den Orgel- und Harmoniumbau bei Peter Titz. 1861 zog Angster nach Dresden, Leipzig und Köln, im folgenden Jahr in die Schweiz. Seit 1863 arbeitete er in Paris bei Aristide Cavaillé-Coll, dem bedeutendsten Orgelbauer seiner Zeit, und war am Bau mehrerer wichtiger Orgeln beteiligt. Cavaillé-Coll soll ihm eine Heirat mit seiner Schwester angeboten haben.
1866 kehrte Josef Angster zurück und gründete im darauffolgenden Jahr eine Orgel- und Harmoniumfabrik im ungarischen Pécs (Fünfkirchen). 1869 wurde eine erste Orgel für die dortige Synagoge fertiggestellt. 1887 wurde der hundertste Neu- und Umbau (Opus 100) geschaffen. Anfang der 1890er Jahre arbeiteten etwa 50–60 Mitarbeiter in der Firma. Bei der Millenniumsausstellung 1896 in Budapest erhielt die Firma eine Goldmedaille.
1903 übergab Josef Angster die Firma an seine Söhne Emil und Oskar. Um 1918 waren etwa 100 bis 120 Personen in der Firma beschäftigt. 1940 übernahm der Enkel József mit seinem Cousin Imre die Leitung, 1949 wurde die Firma verstaatlicht und 1950 geschlossen. Über 1300 Orgeln wurden insgesamt gebaut oder umgebaut, über 3000 Harmonien hergestellt.
Josef Angster war ein sehr frommer Mann, der zeitweise mindestens einmal am Tag eine Heilige Messe besuchte. Seine Muttersprache war deutsch, in dieser schrieb er auch, in den letzten Jahren schrieb er auch in Ungarisch.

## Orgeln (Auswahl)
József Angster schuf über 400 Neu- und Umbauten von Orgeln bis 1903. Viele davon sind erhalten. Bis 1950 stieg die Opuszahl auf 1307 durch seine Söhne und Enkel. Instrumente wurden vor allem in Ungarn, aber auch in allen anderen Ländern der Habsburgermonarchie gebaut, eines in Rom.
| Jahr | Opus | Ort                     | Gebäude                    | Bild | Manuale | Register | Bemerkungen |
| ---- | ---- | ----------------------- | -------------------------- | ---- | ------- | -------- | --- |
| 1869 | 1    | Pécs                    | Synagoge                   |      | II/P    | 24       | erste Orgel, erhalten |
| 1887 | 100  | Pécs                    | Kathedrale                 |      | III/P   | 46       | 1912 pneumatisch umgebaut und erweitert auf III/P, 48 |
| 1890 | 142  | Budapest-Theresienstadt | Kirche                     |      | III/P   | 34       | |
| 1895 | 230  | Győr                    | Kathedrale                 |      | III/P   | 32       | |
| 1901 |      | Miskolc                 | Reformierte Stadtkirche    |      | II/P    | 19       | |
| 1905 | 450  | Budapest                | Basilika St. Stephan       |      | III/P   | 65       | 1932 Erweiterung auf IV/P, 76 durch die Söhne, 1938 Erweiterung auf IV/P, 79 durch Rieger, 1989–1993 Restaurierung und Erweiterung auf 93 Register → Orgel |
| 1910 |      | Eger                    | Kathedrale                 |      |         | 10       | kleine Orgel --> |
| 1912 | 800  | Eger                    | Basilika, heute Kathedrale |      | III/P   | 60       | Hauptorgel |
| 1930 |      | Szeged                  | Kathedrale                 |      | V/P     | 91       | Hauptorgel, 1930 mit Chororgel verbunden, 1931 auf zusammen 127 Register, damals drittgrößte Orgel der Welt, heute drittgrößte Orgel in Ungarn             |

## Ehrungen
In Pécs wurden eine Fachhochschule und eine Straße nach ihm benannt. 1918 erhielt er den Gregoriusorden.

## Publikationen
József Angster veröffentlichte ein Buch über die Geschichte und Funktionsweise der Orgel
- Az orgona története, lényege és szerkezete, Pécs 1886

Sein Tagebuch der Wanderjahre wurde später veröffentlicht
- Franz Metz: Josef Amgster. Das Tagebuch eines Orgelbauers. München 2004. (Zusammenfassung)